# 岸和水
岸 和水（きし なごみ、2000年4月11日 - ）は、日本のAV女優。LIGHT所属。

## 略歴
2021年9月にデビューした巨乳AV女優。

## 作品

### アダルトDVD
- 地味メガネ巨乳ちゃん むっつりスケベ! 物静かに見えて自ら逆ナンチ○ポハンター 騎乗位大好き娘デビュー（9月21日、ムーディーズ）
- デカパイ・デカ尻・全身ムチムチな雑貨屋の店員さん 物静かで落ち着いた娘が密着ベロチュウ多めのドスケベセックスした。（12月28日、ブロッコリー）

- 新人1K中出し部屋呑みドキュメント Hカップマシュマロ新人 岸 和水ちゃん（1月4日、パコパコ団とゆかいな仲間たち）
- 「もう、旦那のところへは戻れません…」 義弟に脅され、不貞行為に身を焦がした爆乳人妻（1月11日、バルタン）
- 制服少女が部屋で1人きり…秘密の自慰をこっそり隠し撮り 声を漏らして快感に没頭する 無防備オナニー盗撮 美少女10人230分（1月18日、無垢）
- ド変態ドMに三点責め! 乳首責めアナル舐め手コキ（1月25日、SEX Agent）
- 避妊具精飲 野外で射精したザーメンをコンドームに入れ時間差ごっくんする巨乳ちゃん（3月10日、SUN）
- 巨乳レズビアン モンスターペアレントに犯される爆乳女教師（3月15日、U&K）
- ムッチリ巨乳専門の人妻デートクラブで隣の奥さんがやってきた!? 気まずいけれどずっと気になっていた巨乳の奥さんとヤレるなんてラッキーすぎるのでヤリたい放題ハメちゃいました!!（5月12日、SWITCH）
- パコ撮り No.60 オナニーする時はとりあえずオッパイ揉むというHカップの乳デカJ●に3回中出しした!（7月12日、FIRST STAR）
- 入院したら看護師がみんな巨乳でノーブラ!? 2 ノーブラ透け乳首を押し付けられて巨乳の谷間を見せつけられたらもう我慢できません!!（8月11日、SWITCH）
- レズデリヘル2022 レズ専門店No.1!! 人気リピートランキング嬢のコスチュームプレイただいま無料（9月6日、U&K）
- 奥秩父で田植えをする稲作農家の巨乳嫁（9月20日、ルビー）
- 街角で結婚2年目の笑顔が素敵な巨乳奥さんにインタビューと偽り事務所に連れ込んで仕掛けたエロトリップでメ〜ロメロにして中出し性交!（10月20日、プラネットプラス）※「りな」名義
- 「私、男性の苦しんでいる顔が大好きなんです」 爆乳と巨大尻で男を圧迫したい願望のあるムチムチA5ランク爆乳看護師（11月12日、MERCURY）
- メンヘラ巨乳女子が一番エロいという説。（11月15日、キチックス）
- ※流出 ※公務員の爆乳さん、ヒミツの副業。（12月12日、MERCURY）※「ゆめ」名義

### アダルトVR
- 教え子ロリマゾ爆乳娘と鬼畜調教師（11月5日、CASANOVA）
- 最高乳VR 〜Hカップの超秀才真面目OLの裏の顔〜（12月10日、CASANOVA）

### ネット配信
- 《特典有》【電車痴漢】★襟なし制服の高偏差値私立校女子がロケットHカップだったのでホテルで揉みまくりパイズリ三昧&尻穴舐め掃除（11月26日、ゆず故障）
- なごみ（裏垢）（12月26日、素人ムクムク-夢中-）

- なごみ（1月23日、シロウト速報）
- アヤコ（仮名）（1月30日、路地裏ぱんぱん）
- 【素人】Hカップ制服女子_激ピスで無自覚誘惑デカ乳を揺らしながら豪快潮吹き（9月19日、れいわしろうと）
- 【当グループ最大級の巨乳メンエス嬢】Hカップで屈指の人気を誇るエースセラピストがお客様にそそのかされて不覚の中出し2連発!【なごみ(21)入店4か月】（9月25日、ドキュメントdeハメハメ）

## 出演

### YouTube
- 岸和水 インタビュー（2021年12月28日、label pink）